# Prunus velutina
Prunus velutina är en rosväxtart som beskrevs av Alexander Feodorowicz Batalin. Prunus velutina ingår i släktet prunusar, och familjen rosväxter. Inga underarter finns listade i Catalogue of Life.